# Stomatepia mariae
Espèce
Statut de conservation UICN

 CR B1ab(iii)+2ab(iii) : 
En danger critique
Stomatepia mariae est une espèce de poisson de la famille des Cichlidés endémique du lac Barombi Mbo au Cameroun.